# Miguel Grinberg

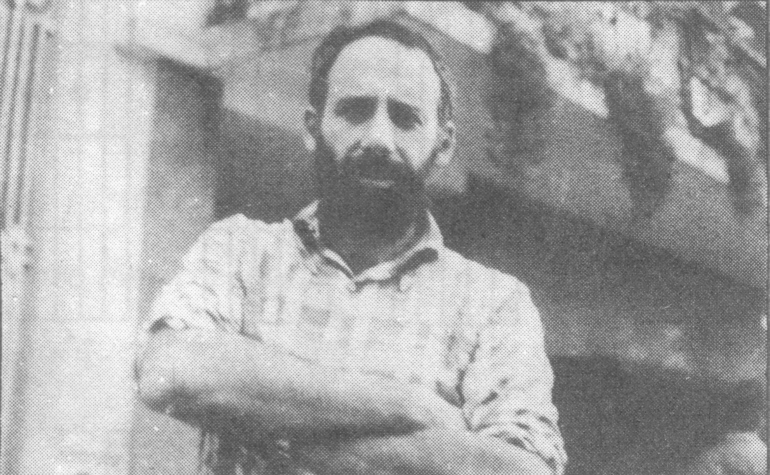
Fotografia de Miguel Grinberg

Miguel Grinberg (Buenos Aires, 18 de agosto de 1937 - ) é um escritor, poeta, jornalista e editor argentino.  Premio Global 500 do Programa Ambiental da ONU. Investigador dos movimentos contraculturais do século XX, criador de alianças ecologistas latinoamericanas e historiador do Rock argentino e suas influencias contemporâneas.
Foi o editor na Argentina de duas importantes revistas culturais: Eco Contemporáneo (1961-1969) e Mutantia (1980-1987). Seu livro de poemas Opus New York será gravado com músicas do Jorge Senno Trio.  

## Livros
- América Hora Cero (poemas). Bs. As.: Poesía-Ahora (1965)
- La Nueva Revolución Norteamericana. Bs. As.: Ed. Galerna (1968)
- Ciénagas (poemas). Bs. As.: Eco Contemporáneo (1974)
- La Generación de la Paz. Bs. As.: Ed Galerna (1984)
- Ecología Vivencial. Bs. As.: Agedit (1988)
- Introducción a la Ecología Social. Bahía Blanca: Fundación Senda (1991)
- Mario Soffici (biografía). Bs. As.: Centro Editor de América Latina (1993) ISBN 950-25-3160-5
- Ecología Cotidiana. Bs. As.: Planeta (1995)
- Ecofalacias. Bs. As.: Ed. Galerna (2000)
- Edgar Morin y el pensamiento complejo. Madrid: Campo de Ideas (2002) ISBN 84-96089-03-7
- Opus New York (poemas). Bs. As.: Ed. Aurelia Rivera (2002)
- Días Beat/Beat Days. Bs. As.: Ed. Galerna (2003)
- La Generación "V". La insurrección contracultural de los años 60. Bs. As.: Emecé (2004) ISBN 950-04-2544-0
- Evocando a Gombrowicz. Bs. As.: Ed. Galerna (2004) ISBN 950-556-457-0
- Ken Wilber y la psicología integral. Madrid: Campo de Ideas (2005) ISBN 84-96089-21-5
- El poder de la oración. Bs. As.: Deva's (2005) ISBN 987-1102-40-2

No ano 2006, foram publicados seus livros (em espanhol):
- Desarrollo Intuitivo, (Ed. Mutantia, Buenos Aires) ISBN 950-9285-12-9
- Celebración de La vida Intensa, (Ed. Deva's, Buenos Aires)
- Somos la Gente que Estábamos Esperando, (Ed. Kier, Buenos Aires) ISBN 950-17-4508-2

No ano 2008 (em espanhol):
- Como vino la mano - Orígenes del Rock Argentino (4ª ed. Gourmet Musical, Buenos Aires) ISBN 978-987-22664-3-1
- Ternura - Deleite Supremo (Ed. Pausa, Buenos Aires) ISBN 978-987-614-111-6